# Genfer Deklaration des Weltärztebundes
Die Genfer Deklaration (auch als  Deklaration von Genf oder Genfer Gelöbnis bezeichnet) wurde im September 1948 auf der 2. Generalversammlung des Weltärztebundes in Genf, Schweiz verabschiedet. Sie soll (auch Serment d’Hippocrate, formule de Genève bzw. The Hippocratic Oath formulated at Geneva genannt) eine zeitgemäße, ohne religiösen Kontext bestehende Version des Eids des Hippokrates darstellen und wurde mehrfach revidiert (1968, 1983, 1994, 2005, 2006 und 2017). Sie ist in die (Muster-)Berufsordnung für die in Deutschland tätigen Ärztinnen und Ärzte übernommen und deren Präambel vorangestellt worden.

## Gelöbnis
Die offizielle, durch den Weltärztebund autorisierte deutsche Übersetzung der Deklaration von Genf in der von der 68. Generalversammlung des Weltärztebundes in Chicago, Vereinigte Staaten von Amerika im Oktober 2017 beschlossenen Fassung lautet:

Das ärztliche Gelöbnis 

Als Mitglied der ärztlichen Profession

gelobe ich feierlich, mein Leben in den Dienst der Menschlichkeit zu stellen.

Die Gesundheit und das Wohlergehen meiner Patientin oder meines Patienten werden mein oberstes Anliegen sein.

Ich werde die Autonomie und die Würde meiner Patientin oder meines Patienten respektieren.

Ich werde den höchsten Respekt vor menschlichem Leben wahren.

Ich werde nicht zulassen, dass Erwägungen von Alter, Krankheit oder Behinderung, Glaube, ethnischer Herkunft, Geschlecht, Staatsangehörigkeit, politischer Zugehörigkeit, Rasse, sexueller Orientierung, sozialer Stellung oder jeglicher anderer Faktoren zwischen meine Pflichten und meine Patientin oder meinen Patienten treten.

Ich werde die mir anvertrauten Geheimnisse auch über den Tod der Patientin oder des Patienten hinaus wahren.

Ich werde meinen Beruf nach bestem Wissen und Gewissen, mit Würde und im Einklang mit guter medizinischer Praxis ausüben.

Ich werde die Ehre und die edlen Traditionen des ärztlichen Berufes fördern.

Ich werde meinen Lehrerinnen und Lehrern, meinen Kolleginnen und Kollegen und meinen Schülerinnen und Schülern die ihnen gebührende Achtung und Dankbarkeit erweisen.

Ich werde mein medizinisches Wissen zum Wohle der Patientin oder des Patienten und zur Verbesserung der Gesundheitsversorgung teilen.

Ich werde auf meine eigene Gesundheit, mein Wohlergehen und meine Fähigkeiten achten, um eine Behandlung auf höchstem Niveau leisten zu können.

Ich werde, selbst unter Bedrohung, mein medizinisches Wissen nicht zur Verletzung von Menschenrechten und bürgerlichen Freiheiten anwenden.

Ich gelobe dies feierlich, aus freien Stücken und bei meiner Ehre.